# سكة الوزرة

سِكَّة الوزرة أو سكة الكرسي هي نوع من حلية معمارية تُثَبَّت أفقيًا على الحائط حول محيط الغرفة.